# Montviron
Montviron ist eine Ortschaft und eine ehemalige französische Gemeinde mit 344 Einwohnern (Stand 1. Januar 2022) im Département Manche in der Region Normandie. Sie gehörte zum Arrondissement Avranches und zum gleichnamigen Kanton.
Mit Wirkung vom 1. Januar 2016 wurden die früheren Gemeinden Angey, Champcey, Montviron, La Rochelle-Normande und Sartilly zur Commune nouvelle Sartilly-Baie-Bocage zusammengelegt und haben in der neuen Gemeinde den Status einer Commune déléguée. Der Verwaltungssitz befindet sich im Ort Sartilly.

## Geografie und Infrastruktur
Montviron liegt auf der Halbinsel Cotentin. Nachbarorte sind La Rochelle-Normandie im Nordwesten, Champcervon im Norden, Les Chambres im Nordosten, Lolif im Südosten, Bacilly im Süden, Champcey im Südwesten und Sartilly im Westen.
Die Ortschaft wird von der Bahnstrecke Lison–Lamballe passiert. Der Bahnhof Montviron–Sartilly ist inzwischen stillgelegt.

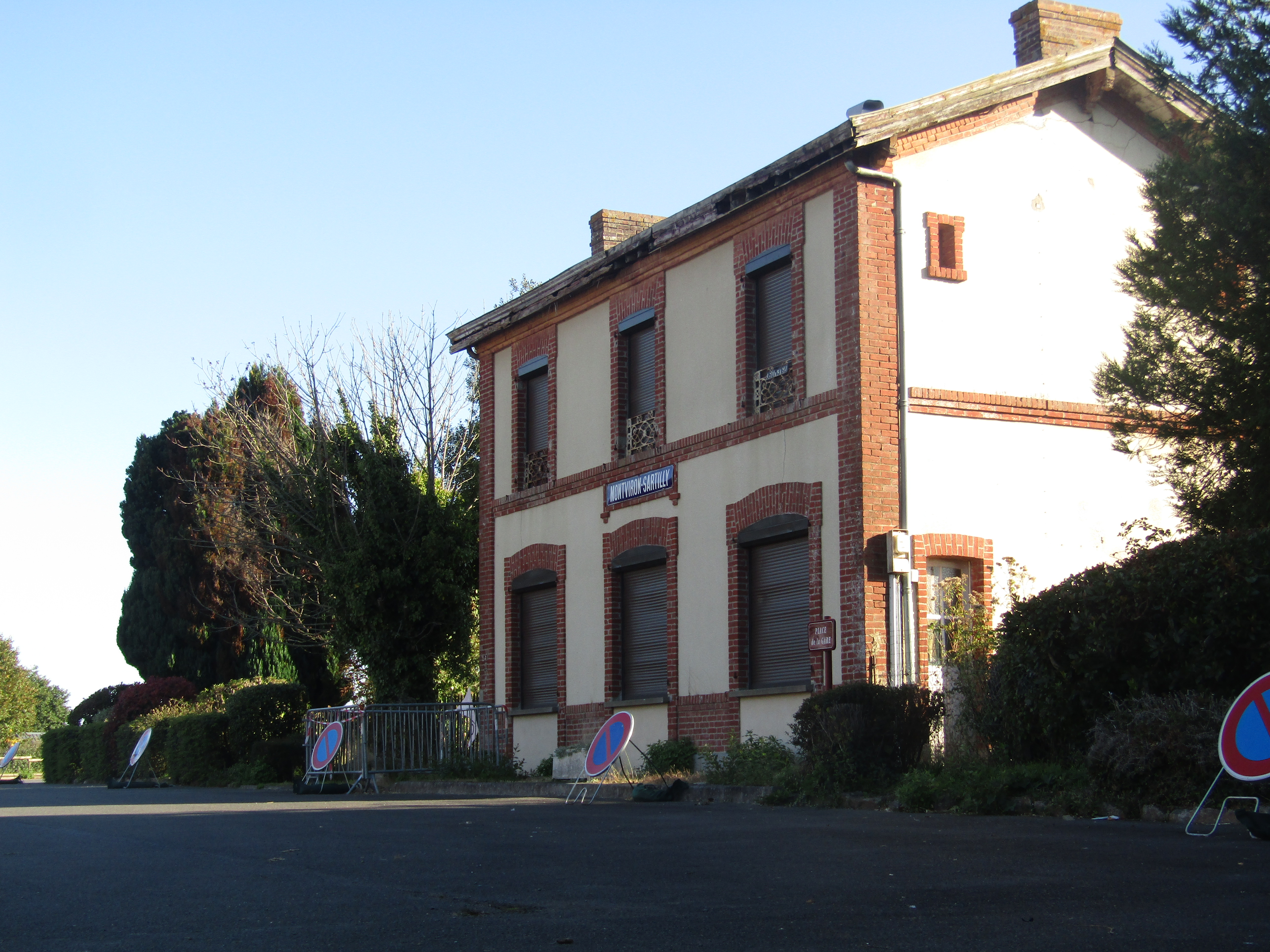
Ehemaliges Bahnhofsgebäude

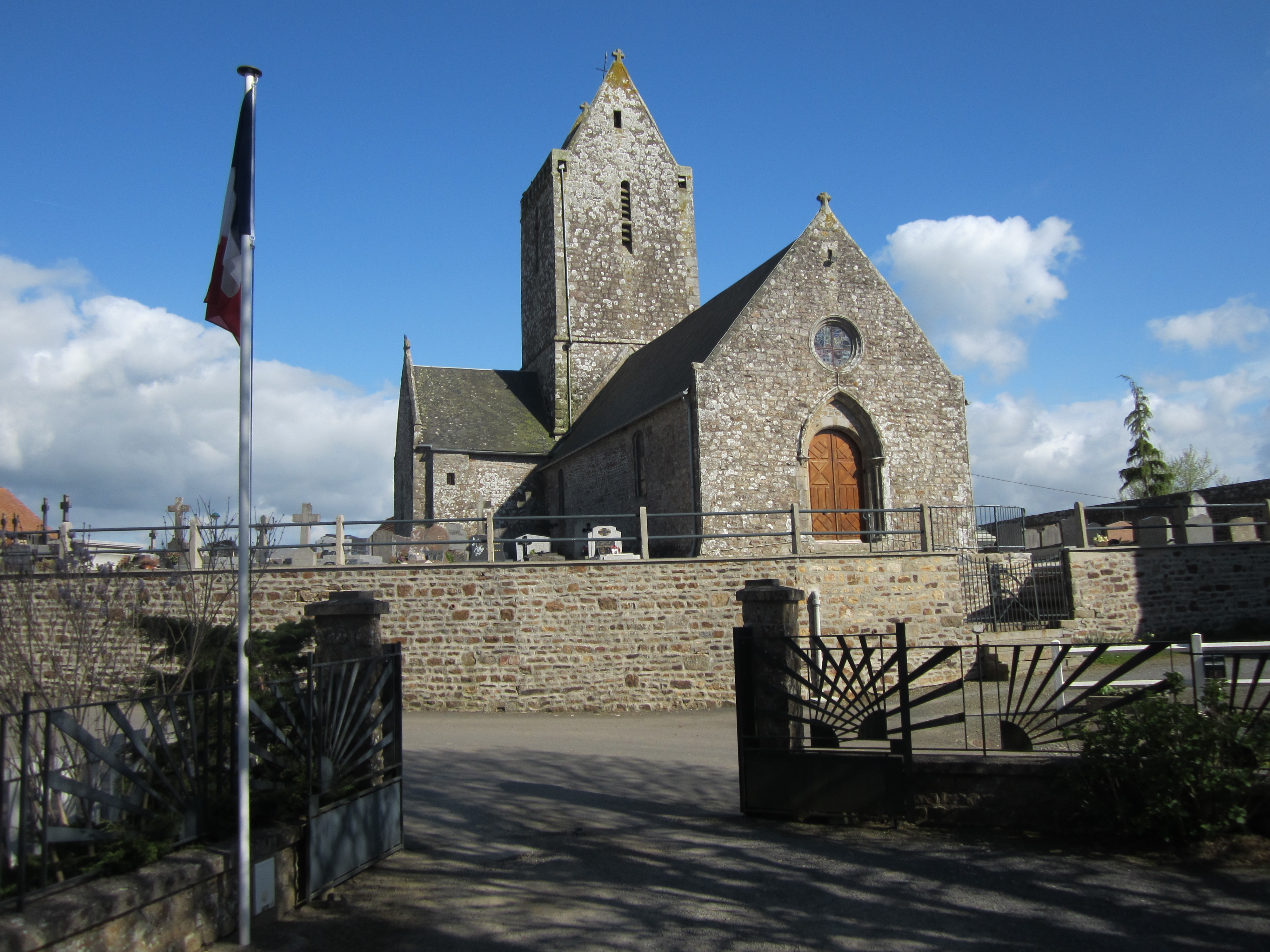
Kirche Notre-Dame

## Bevölkerungsentwicklung
| Jahr      | 1962 | 1968 | 1975 | 1982 | 1990 | 1999 | 2008 | 2015 |
| --------- | ---- | ---- | ---- | ---- | ---- | ---- | ---- | ---- |
| Einwohner | 290  | 281  | 239  | 224  | 255  | 265  | 326  | 351  |